# В поисках зверя
«В поисках зверя» (англ. Butcher's Crossing, буквальный перевод «Перекрёсток мясника») — вестерн 2022 года американского режиссёра Гейба Польски, экранизация романа Джона Эдварда Уильямса. Главные роли в нём сыграли Николас Кейдж и Фред Хехингер.

## Сюжет
Действие фильма происходит на Диком Западе в 1870-х годах. Главный герой — молодой человек по имени Уилл Эндрюс, бросивший учёбу в университете ради приключений. Он решает присоединиться к охоте на бизонов и знакомится с охотником Миллером. Тот рассказывает об уединённой долине, в которой обитают сотни тысяч бизонов, в то время как другие территории уже опустошены охотой. Уилл финансирует экспедицию, в которую, кроме него и Миллера, отправляются бывший головорез Фред и религиозный старик Чарли. Скупщик шкур Макдональд пытается отговорить Уилла из-за плохой репутации Миллера, но тот полон решимости. 
Герои находят долину, в которой действительно пасётся огромное стадо бизонов. Миллер, одержимый охотой, убивает так много бизонов, что остальные не успевают сдирать шкуры, и это вызывает протест у Фреда и Уилла. Через три недели Фред предлагает возвращаться, но Миллер хочет продолжать, пока не перебьёт всех животных. Начавшаяся зима отрезает отряд от остального мира, и героям приходится дожидаться весны. Фред узнаёт, что Чарли добавлял ему в пищу отраву для волков, и забивает старика до смерти. 
Весной, сложив в телегу треть добытых шкур, герои отправляются в город. По их подсчетам, они убили более 4 тысяч бизонов, что гарантирует им десятки тысяч долларов. Перегруженная повозка ломается на горном хребте и падает с обрыва вместе с Фредом. Миллер и Уилл возвращаются в город, но узнают, что бизоньи шкуры подешевели с 4 долларов до 10 центов за штуку, так что их добыча почти ничего не стоит. Ночью Миллер сжигает городское хранилище шкур, убивает МакДональда и уезжает, а Уилл равнодушно наблюдает за этим. 
В финале закадровый голос рассказывает, что за двадцать лет охоты поголовье бизонов сократилось с шестидесяти миллионов до трёхсот и что теперь коренные племена занимаются восстановлением популяции бизона, ставшего символом Америки.

## В ролях
- Николас Кейдж — Миллер
- Фред Хехингер — Уилл Эндрюс
- Рэйчел Келлер — Франсин
- Джереми Бобб — Фрэд Шнайдер
- Ксандер Беркли — Чарли Ходж
- Пол Рейси — МакДональд

## Создание и оценки
Режиссёром фильма стал Гейб Польски, он же написал сценарий по мотивам романа Джона Уильямса. Съёмки начались в октябре 2021 года в США, в штате Монтана. Главную роль сыграл Николас Кейдж. Премьера прошла 9 сентября 2022 года на кинофестивале в Торонто, 20 октября 2023 года картина вышла в театральный прокат в США.
На сайте-агрегаторе отзывов Rotten Tomatoes фильм получил рейтинг 74 % при средней оценке 5,9/10. Рецензенты с этого ресурса считают, что Кейдж помог «во многом стандартному вестерну» стать более привлекательным для зрителя. На сайте Metacritic картина получила 55 баллов из 100, что означает «смешанные или средние» отзывы.